# روبرت فاغنر (راكب الكنو)
روبرت فاغنر (بالألمانية: Rupert Wagner)‏ هو راكب الكنو ألماني، ولد في 7 أغسطس 1980 في روزنهايم في ألمانيا. فاز بالميدالية الفضية في سباق 1000 متر K-2 في بطولة العالم لسباقات الكانو Sprint ICF لعام 2006 في سيجد.